# Ovophis
|  | Dieser Artikel wurde aufgrund von formalen oder inhaltlichen Mängeln in der Qualitätssicherung Biologie im Abschnitt „Reptilien“ zur Verbesserung eingetragen. Dies geschieht, um die Qualität der Biologie-Artikel auf ein akzeptables Niveau zu bringen. Bitte hilf mit, diesen Artikel zu verbessern! Artikel, die nicht signifikant verbessert werden, können gegebenenfalls gelöscht werden. Lies dazu auch die näheren Informationen in den Mindestanforderungen an Biologie-Artikel. Begründung: Vollprogramm; keine Beschreibung; Quellen fehlen; Gültigkeit des Taxons? |

Ovophis ist eine Viperngattung aus der Unterfamilie der Grubenottern (Crotalinae), die in Asien verbreitet ist.

## Merkmale und Lebensweise
Die Grubenottern haben einen breiten Körper und einem ausgeprägten Sexualdimorphismus. Sie sind wie andere Vipern giftig.

## Verbreitung
Die Schlangen sind in Bergregionen Südasiens, Ostasiens und Südostasiens verbreitet. Sie kommen in China, Bangladesch, Indien, Myanmar, Nepal, Bhutan, Thailand, Vietnam, Kambodscha, Indonesien, Taiwan und den japanischen Ryūkyū-Inseln vor. Die IUCN listet alle Arten der Gattung mit Ausnahme der noch nicht eingestuften Ovophis malhotrae als nicht gefährdet (least concern).

## Systematik
Die Gattung wurde 1981 von dem US-amerikanischen Herpetologen William Burger erstbeschrieben. Die Typusart ist Ovophis monticola. Der Gattung gehören sieben Arten an, die zuvor der Gattung der Bambusottern (Trimeresurus) zugeordnet wurden. Sie sind im Folgenden nach Taxon sortiert gelistet.
| Bild                                          | Trivialname                      | Taxon                | Erstbeschreibung                                      | Verbreitungsgebiet                                             | IUCN |
| --------------------------------------------- | -------------------------------- | -------------------- | ----------------------------------------------------- | -------------------------------------------------------------- | ---- |
|                                               | Indo-Malaiische Berg-Grubenotter | Ovophis convictus    | (Stoliczka, 1870)                                     | Indonesien (Sumatra), Kambodscha, Thailand, Vietnam            | 2012 |
| Ovophis makazayazaya in Miaoli County, Taiwan |                                  | Ovophis makazayazaya | (Takahashi, 1922)                                     | Südost-China, Taiwan, Nord-Vietnam                             | 2012 |
|                                               |                                  | Ovophis malhotrae    | Zeng, Li, Liu, Wu, Hou, Zhao, Nguyen, Guo & Shi, 2023 | China (Yunnan), Vietnam                                        |      |
|                                               | Berg-Grubenotter                 | Ovophis monticola    | (Günther, 1864)                                       | Bangladesch, Indien, Myanmar, Nepal, Bhutan, China, Indonesien | 2021 |
|                                               | Okinawa-Habuschlange             | Ovophis okinavensis  | (Boulenger, 1892)                                     | Japan (Ryūkyū-Inseln)                                          | 2018 |
| Ovophis tonkinensis in Hong Kong              |                                  | Ovophis tonkinensis  | (Bourret, 1934)                                       | Vietnam, Südost-China (Guangdong, Hainan)                      | 2012 |
| Externes Bild (Bitte Urheberrechte beachten)  | Zayuan Grubenotter               | Ovophis zayuensis    | (Jiang, 1977)                                         | Südwest-China (Xizang), auf 1800 – 2100 m Höhe                 | 2012 |